# アクア・ステップ・アップ
『アクア・ステップ・アップ』は、原作：安田均・友野詳・グループSNE、作画：田嶋安恵による日本の漫画作品。『月刊コミックバーズ』（ソニー・マガジンズから幻冬舎へ移籍）に連載され、単行本はバーズコミックスから全4巻。また小説版もソニー・マガジンズノベルズから全2巻が刊行されている。

## 概要
近年のボードゲームやカードゲーム、ドイツのボードゲームをテーマにした漫画作品。ほぼ1話ごとにボードゲーム1作品を紹介し、そのプレイ風景を通じて登場人物たちの心の交流を描く。

## あらすじ
主人公・明羽（アクア）は根っからのボードゲーム好きな女子中学生。亡き父の意思を継ぎ、ボードゲームの店を開いてゲームデザイナーになるのが夢だが、彼女のボードゲームへの熱意は周囲から敬遠され勝ちだった。そんな中、明羽はボードゲームに詳しい謎の高校生・風太に出会う。

## 主な登場人物
秋月明羽（あきづき アクア）
主人公。中学2年生だが、小学生に間違われるほど背が低く童顔で、猫の耳を思わせる大きなリボンが特徴。行きつけのゲームショップ「ゴンドワナ」を拠点に、ボードゲームサークル「ステップアップ」を立ち上げる。ボードゲームへの熱意は人一倍で、それゆえ周囲が見えなくなることも。本来は猫好きだが、訳あって現在は猫が苦手。
名前の由来はボードゲーム「アクワイア」。
大友風太（おおとも ふうた）
ボードゲームに詳しい高校1年生。「ゴンドワナ」のバイト店員で「ステップアップ」会員。ハンサムだがシニカルで無愛想。常に冷静で論理的でボードゲームにも強く、ゲームは楽しめればいい感情的な明羽とは仲良く喧嘩する仲。
難波アンザ（なんば アンザ）
通称ナンザ。関西から転校してきた明羽の同級生。「ステップアップ」会員。ハーフの父と日本人の母を持つクォーターで、中学生らしからぬ巨乳が特徴の美少女。ノリが良く口が上手い典型的な関西人。転校初日の騒動から明羽を気に入り、親友を自称する。ボードゲーム未体験者だったが、明羽に誘われて遊ぶうちにボードゲーム好きになる。
名前の由来はカードゲーム「ボーナンザ」。
柳木冬葉（やなぎ とうは）
通称ヤナちゃん。明羽の同級生で、おさげにソバカスが特徴の少女。受験勉強に忙しい普通の女子中学生で、ボードゲームを遊ぶ場面は少ないが明羽の良き理解者。カッコイイ男性に弱く惚れっぽい。
秋月夏丹（あきづき カタン）
明羽の弟で小学4年生。「ステップアップ」会員。年齢の割には大人びてしっかりした性格。口が悪く意地っ張りだが非常に姉想い。ショタ心をくすぐる美少年らしい。
名前の由来はボードゲーム「カタンの開拓者たち」。
秋月ゆき乃（あきづき ゆきの）
明羽と夏丹の母で、2児の母とは思えないほど若い和装の美女。漫画家・国津らいな専属の編集者（事実上のマネージャー）で、辣腕編集者らしい。ハッタリ系のゲームを得意とする。
秋月夏人（あきづき なつひと）
明羽と夏丹の父で故人。良き父であったようだが、明羽の目前で交通事故に遭い帰らぬ人となった。
はるる
作中、秋月家で飼われることになった猫。四肢の先だけが白い黒猫で、首輪代わりのネクタイが特徴。人語を解していると思えるような行動を度々見せる。トマトジュースが好物。
箸井店長（はしい たななが）
夏人の大学の後輩で、ゲームショップ「ゴンドワナ」の店長。ゆき乃に密かに想いを寄せている。
「ゴンドワナ」は一般的なコンシューマゲーム店だが、その一角でボードゲームも販売している。
国津らいな（くにつ らいな/こうづ らいな）
明羽の叔母（夏人の妹）の超人気漫画家。明羽に負けず劣らずの低身長と童顔の持ち主。
名前の由来はドイツのゲームデザイナー、ライナー・クニツィア。小説版のルビは「こうづ」となっているが誤りと思われる。
士度（しど）
夏人の大学時代からの友人で、漫画誌「月刊コミックフェイゲル」編集長。夏人とはゆき乃を取り合った仲らしい。
名前の由来はアメリカのゲームデザイナー、シド・サクソン。
源氏雫（げんじ しずく）
夏丹の同級生の少女。お嬢様風のしとやかな美少女で、夏丹と仲のいいナンザをライバル視している。
市橋美麗（いちはし みれい）
小説版のみ登場。風太のクラスメートの女子高生。大手私鉄会社の社長令嬢でプライドの高い美少女。自分になびかない風太をなびかせようとムキになるうちに、本当に風太へ好意を持つようになる。漫画版にも数コマだけ登場している。
七生（ななお）
小説版のみ登場。海へ遊びに来た明羽たちと出会った中学1年生の少年。明羽に一目惚れし、風太を敵視する。

## 作中で紹介されたゲーム

### 漫画版
ゲーム名は作中の表記に準拠。
- エルフェンランド
- ボナンザ
- スコットランド・ヤード
- どきどきワクワク相性チェックゲーム
- マンハッタン
- ミシシッピー・クイーン
- ドリームファクトリー
- 6ニムト!
- カラバンデ
- ブラフ
- カルカソンヌ
- アフリカ
- ツィッケ・ツァッケ・ヒューナーカッケ
- マスター・ラビリンス
- ニューエントデッカー
- キャント・ストップ
- うさぎとはりねずみ
- ラー
- インコグニト
- カヤナック
- ハイムリッヒ商会
- アクワイア
- マーメイドレイン

### 小説版
ゲーム名は作中の表記に準拠。
- 6ニムト!
- フォレロッテ!
- カタンの開拓者たち
  - カタンの開拓者たち 5～6人用拡張セット
  - カタンの航海者たち
  - カタンの航海者たち 5～6人用拡張セット
- ミッドナイト・パーティー
- ファンタスミ
- コズミック・エンカウンター